# Estação Vicente de Carvalho
Estação Vicente de Carvalho é uma estação de metrô do Rio de Janeiro inaugurada em 1996. A estação se localiza no mesmo local da antiga estação de trem da Estrada de Ferro Rio D'Ouro, aberta em 1883, sendo demolida para a construção da estação do Metrô. A estação e o bairro levam o nome de um antigo fazendeiro local, embora seja frequentemente confundido com o poeta Vicente de Carvalho.
A proximidade com o Carioca Shopping e com uma unidade do Supermercado Atacadão garantem o público da estação, além de ser integração com o a Estação Vicente de Carvalho do BRT TransCarioca.

## Origem do nome da estação
Por se localizar em uma área central do bairro (perto do Largo de Vicente de Carvalho e da Estação do BRT) recebendo o nome do bairro. Vicente de Carvalho foi um antigo fazendeiro local. Muitas pessoas confundem a homenagem feita ao poeta paulista Vicente de Carvalho.

## Acessos
A estação conta com 2 acessos: 
- Acesso A - Estação BRT
- Acesso B - Largo Vicente de Carvalho